# Afro-canadenses

Foto de uma afro-canadense (ca. 1890), província de Ontário

Afro-canadense é uma designação usada para pessoas de ascendência negra africana que são cidadãos ou mantém residência permanente no Canadá. A maioria dos canadenses negros é de origem caribenha, apesar da população também consistir de imigrantes Afro-americanos e seus descendentes (incluindo Negros da Nova Escócia), assim como muitos imigrantes africanos.
Afro-canadenses e outros canadenses muitas vezes fazem distinções entre quem é de origem afro-caribenha e quem é de origem africana. O termo African Canadian (Afro-canadense) é as vezes usado por canadenses negros que traçam sua árvore genealógica aos primeiros escravos trazidos pelos colonizadores britânicos e franceses ao continente norte-americano; milhares de Black Loyalists (negros fiéis à coroa britânica) e aproximadamente uns 10–30 mil escravos fugitivos se instalaram no Canadá após a Guerra da Revolução Americana, como Thomas Peters. Muitos negros de origem caribenha rejeitam o termo African Canadian como uma elisão dos aspectos unicamente caribenhos de suas origens e em vez disso se identificam como Caribbean Canadian (Canadense caribenho). Ao contrário dos Estados Unidos onde African American (Afro-americano) se tornou um termo amplamente usado, devido à controvérsias associadas à designação adequada de herança africana ou caribenha, o termo Black Canadian (Canadense negro) é aceito no contexto canadense.
Negros canadenses contribuíram para muitas áreas da cultura canadense. Muitas das primeiras minorias visíveis a ocuparem altos cargos públicos foram negras, incluindo Michaële Jean, Donald Oliver, Stanley G. Grizzle, Rosemary Brown e Lincoln Alexander, por sua vez abrindo a porta para outras minorias. Canadenses negros formam o terceiro maior grupo de minorias visíveis do país, atrás de asiáticos da Ásia meridional e sino-canadenses.

## População
De acordo com o censo canadense de 2006 feito pela Statistics Canada, 783.795 canadenses se identificam como negros, constituindo 2,5% da população total do país. Da população negra, 11% se declarou mestiça, mistura de "branco com negro". As cinco províncias com o maior número de negros em 2006 eram Ontário, Quebéc, Alberta, Colúmbia Britânica e Nova Escócia. As dez regiões metropolitanas com o maior número de negros são Toronto, Montreal, Ottawa, Calgary, Vancouver, Edmonton, Hamilton, Winnipeg, Halifax e Oshawa. Preston, na Nova Escócia, região metropolitana de Halifax, é a comunidade com o maior percentual de habitantes negros, com 69,4%; foi um assentamento onde a Coroa deu terras aos negros lealistas após a Revolução Americana.
De acordo com o censo canadense de 2011, um total de 949.665 negros canadenses foram contados, compreendendo 2,9% da população do país.

### Dados demográficos e problemas com o censo
| 1871   | 1881   | 1901   | 1911   | 1921   | 1931   | 1941   | 1951   | 1961   | 1971   | 1981    | 1991    | 2001    | 2011    |
| ------ | ------ | ------ | ------ | ------ | ------ | ------ | ------ | ------ | ------ | ------- | ------- | ------- | ------- |
| 21.500 | 21.400 | 17.500 | 16.900 | 18.300 | 19.500 | 22.200 | 18.000 | 32.100 | 34.400 | 239.500 | 504.300 | 662.200 | 945.665 |

Tem sido afirmado que canadenses negros tem sido significantemente contados de maneira reduzida em dados censitários. O escritor George Elliott Clarke citou um estudo da Universidade McGill onde foi descoberto que 43% de toda a população negra canadense não foi contada como negra no censo de 1991, porque eles se declararam britânicos ou franceses nos formulários ou outras identidades culturais que não constavam no grupo de culturas negras no censo.
Apesar de censos ulteriores relatarem que a população de canadenses negros é muito mais consistente com a estimativa revisada do estudo da McGill do que com os dados oficiais do censo de 1991, nenhum estudo recente foi conduzido para determinar se alguns afro-canadenses ainda são substancialmente perdidos pelo método de alto declaração.

## Terminologia
Uma das atuais controvérsias na comunidade negra no Canadá gira em torno de terminologias adequadas. Muitos canadenses de origem afro-caribenha são fortemente opostos ao termo "afro-canadense", porque obscurece sua própria cultura e história — isso é parcialmente responsável pelo uso menos predominante do termo no Canadá, comparado ao consenso sobre o termo afro-americano ao sul da fronteira.
Negros da Nova Escócia, um grupo cultural mais distinto, do qual alguns membros traçam sua ascendência canadense ao século XVIII, usam ambos os termos, African Canadian (Afro-canadense) e Black Canadian (negro canadense). Por exemplo, existe um Escritório de Assuntos Afro-Nova Escoceses e um Centro Cultural Negro Para a Nova Escócia.
"Caribbean Canadian" (canadense caribenho) é por vezes usado para se referir a negros de origem caribenho, apesar desse também ser controverso porque o Caribe não é habitado somente por afrodescendentes, mas também inclui grupos de indo-caribenhos, sino-caribenhos, euro-caribenhos, sírio-caribenhos, latinos e ameríndios. O termo "West Indian" (antilhano) é frequentemente usado pelos de origem caribenha, apesar do termo ser mais cultural do que racial e poder ser igualmente aplicado a vários grupos de origens etno-raciais diferentes.
Termos nacionais mais específicos como "jamaicano canadense", "haitiano canadense" ou "ganês canadense" também são usados. Porém, até 2017, não há nenhuma alternativa amplamente utilizada para o termo "Black Canadian" (negro canadense) que seja aceita pela comunidade afro-caribenha canadense — aqueles de extração mais africana — e descendentes de imigrantes dos Estados Unidos como um termo que se aplica a todos.
Uma prática cada vez mais comum, vista em meios acadêmicos e nos nomes e declarações de missão de algumas organizações socioculturais afro-canadenses mas ainda não em uso universalmente nacional, é sempre fazer menção à ambas as comunidades africanas e caribenhas. Por exemplo, uma organização-chave de saúde dedicada à educação e prevenção do vírus HIV na comunidade negra canadense tem o nome de African and Caribbean Council on HIV/AIDS in Ontario (Concelho Africano e Caribenho Sobre HIV/AIDS em Ontário), a revista Pride de Toronto foi inicialmente marcada como uma "revista de notícias afro-canadense e caribenha canadense" e G98.7, uma rádio comunitária negra de Toronto, foi inicialmente marcada como uma de rede de rádio afro-caribenha canadense.